# Harley D. Nygren

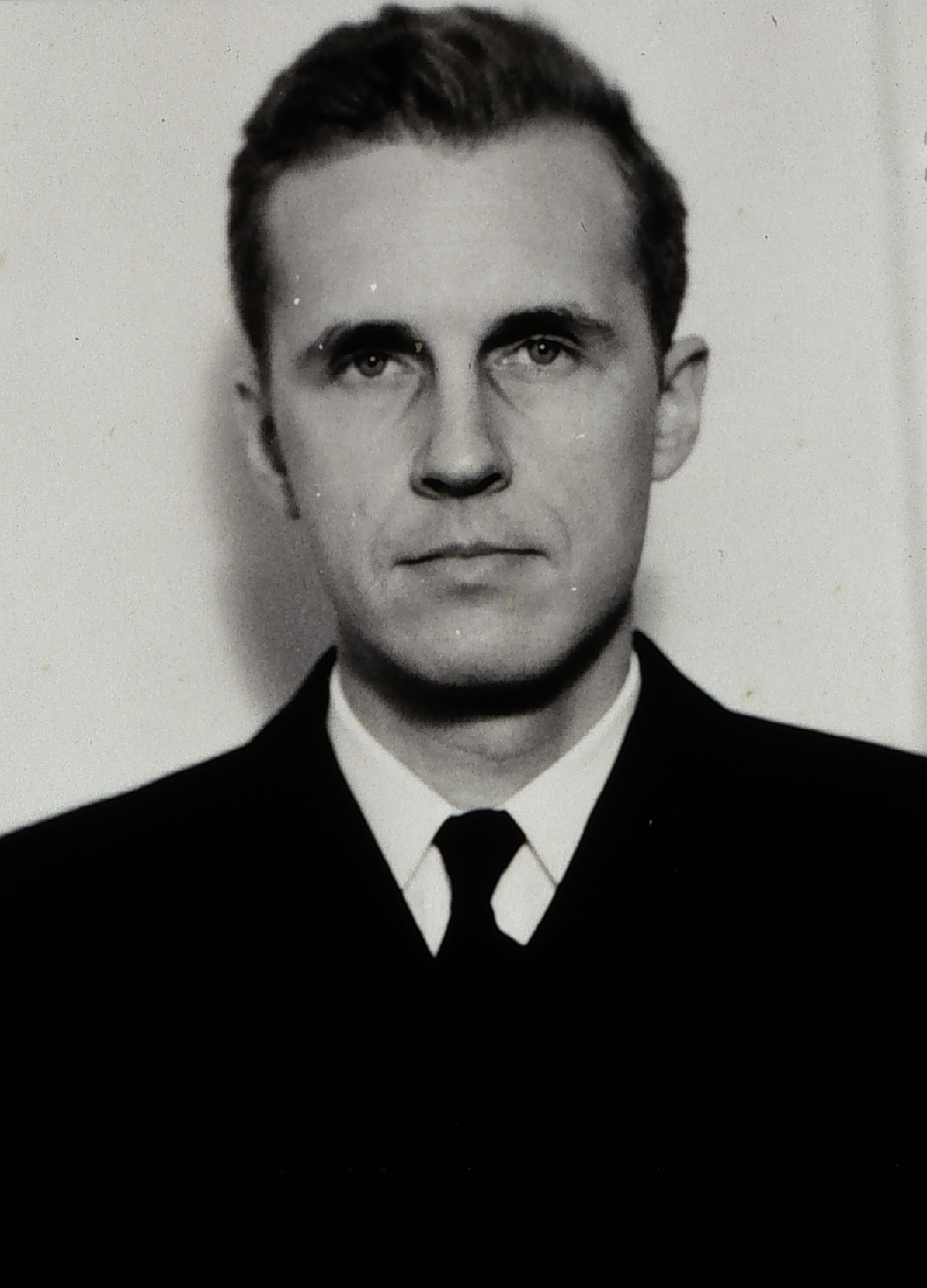
Nygren 1953

Harley D. Nygren (* 1924 in Seattle, Vereinigte Staaten; † 17. November 2019) war von 1970 bis 1981 der erste Direktor des National Oceanic and Atmospheric Administration Corps und Meereskundler. Nygren nahm an zahlreichen Expeditionen- und Vermessungskampagnen in arktischen und antarktischen Gewässern teil.
1942 meldete sich Nygren freiwillig für das Reservistenprogramm der United States Navy; 1945 wurde ihm nach einem BA-Abschluss das Offizierspatent erteilt. Vor seinem Ausscheiden aus der US Navy nahm er 1946 als Schadenskontrolloffizier des Zielschiffs USS Hughes (DD-410) an den Crossroads-Atomwaffentests im Bikini-Atoll teil.
1947 machte er den Bachelor of Science Marine Engineering und trat in den U.S. Coast and Geodetic Survey ein, wo er an zahlreichen Expeditionen mit den verschiedenen Forschungsschiffen der Behörde teilnahm. Daneben wurde er auch mehrfach in der Antarktis eingesetzt, unter anderem als amerikanischer Kontaktmann bei der British Antarctic Survey Expedition 1962.
1968 wurde er Kommandant der USC&GS Surveyor und in den Kapitänsrang befördert.
Als 1970 die USC&GS mit anderen Behörden zur NOAA fusioniert wurde, ernannte man Nygren zum Direktor der uniformierten Mitglieder (die NOAA nimmt neben ihren zivilen Aufgabe auch hoheitliche Aufgaben der Vereinigten Staaten wahr), des sogenannten NOAA Corps, und er wurde in den Rang eines Rear Admirals (upper half) befördert; er blieb bis zu seiner Pensionierung 1981 in dieser Position und diesem Rang.
Nach Nygren sind je ein unterseeischer Canyon des Kontinentalschelfs der USA sowie der Mount Nygren in der Antarktis benannt.